# Médaille de la Reconnaissance française
Pour l’article homonyme, voir Médaille de la reconnaissance de la Nation.
La médaille de la Reconnaissance française est une médaille d'honneur française créée par un décret du 13 juillet 1917 et décernée à titre civil.

## Description
La médaille a été créée pour témoigner de la reconnaissance du gouvernement français envers tous ceux qui, sans obligation légale ni militaire, ont aidé les blessés, les invalides, les réfugiés ou qui ont accompli un acte de dévouement exceptionnel en présence de l'ennemi durant la Première Guerre mondiale. Cependant, la création de cette distinction fait surtout suite aux vaines offensives du général Nivelle en 1917 et à la grave crise de confiance en France. Ainsi le gouvernement français tenait à remercier ceux qui malgré la crise étaient toujours volontaires.
Elle comporte trois classes : bronze, argent et or.
On dénombre 15 000 bénéficiaires (personnes + collectivités). Une des récipiendaires fut la reine des Belges, Élisabeth.
Elle n'est plus décernée depuis le 14 février 1959.

## Insigne
La médaille représente la France sous les traits d'une femme au bonnet phrygien et tenant une palme ; elle est suspendue à un ruban blanc avec un liseré tricolore sur les bords.
| Bronze | Argent | Or |
| ------ | ------ | -- |
|        |        |    |
|        |        |    |

### Sources
- Jacques Demougin et Jean-Philippe Douin, Les Décorations françaises, 2003  (ISBN 2-911468-99-6)
- Site des décorations militaires et civiles françaises